# 圓石縣 (科羅拉多州)
博尔德县（英語：Boulder County）是美国科羅拉多州中部偏北的一個縣。面積1,946平方公里。根據2020年美國人口普查，共有人口330,758人。縣治圓石市（Boulder）。該縣成立於1861年11月1日，是該州最早成立的十七個縣之一，縣名來自當地多石的地貌。
2001年11月15日，布隆菲（Broomfield）自成一縣。